# Dream (EP)
Dream là EP đầu tay của Jung Eunji, giọng ca chính của nhóm nhạc Apink. EP này bao gồm 6 bài hát, trong đó bài hát "Hopefully Sky" được chọn làm bài hát chủ đề của album

## Bối cảnh và phát hành
Vào ngày 7 tháng 3 năm 2016, công ty chủ quản Plan A Entertainment đưa ra một thông cáo báo chí rằng Jung Eunji sẽ ra mắt công chúng với dang nghĩa một ca sĩ solo vào tháng 4. Ngày 24 tháng 3, Plan A tiếp tục ra một thông cáo rằng album lần này là một EP. Một đoạn âm thanh của bài hát chủ đề được đăng tải vào 13 tháng 4 năm 2016. Một ngày sau, một đoạn video ngắn của MV Hopefully Sky đăng tải. Ngày 15 tháng 4, đoạn video thứ hai được đăng tải lên trang Youtube chính thức. Ngày 17 tháng 4 năm 2016, video âm nhạc của Hopefully Sky được đăng tải trên trang Youtube chính thức kèm với phát hành album dưới dạng đĩa cứng và nhạc số.

## Quảng bá
Jung Eunji bắt đầu quảng bá cho album này trên Mnet M! Countdown vào ngày 21 tháng 4 với việc trình diễn 2 bài hát Love Is Like the Wind và Hopefully Sky.. Cô cũng đã trình diễn trên các chương trình Show Champion, Music Core, Inkigayo. Dù mới chỉ ra mắt với danh nghĩa solo nhưng cô cũng đã đạt được 2 cúp trên các chương trình M! Countdown và Inkigayo. Kế hoạch quảng bá cho album kết thúc sau 3 tuần kể từ ngày 21 tháng 4 năm 2016.

## Danh sách bài hát
| STT              | Nhan đề                                      | Phổ lời                                | Phổ nhạc                               | Arrangement                          | Thời lượng |
| ---------------- | -------------------------------------------- | -------------------------------------- | -------------------------------------- | ------------------------------------ | ---------- |
| 1.               | "Hopefully Sky (하늘바라기)" (feat. Harim)   | Duble Sidekick, Jung Eunji, Long Candy | Duble Sidekick, Jung Eunji, Long Candy | Duble Sidekick, Jung Eunji, EASTWEST | 3:40       |
| 2.               | "Love is Like the Wind (사랑은 바람처럼)"    | Kwon Seokhong                          | Kwon Seokhong                          | Kwon Seokhong                        | 3:53       |
| 3.               | "It's Okay"                                  | Kim Sejin                              | Kim Sejin, Heo Sungjin                 | Kim Sejin, Heo Sungjin               | 3:10       |
| 4.               | "Home"                                       | E.One, EJ Show                         | E.One, EJ Show                         | E.One, EJ Show, LEL                  | 3:23       |
| 5.               | "Love Is (사랑이란)"                         | Kim Eana                               | Lee Cheolwon, Kang Myungshin           | Lee Cheolwon, Kang Myungshin, LEL    | 3:54       |
| 6.               | "Hopefully Sky (하늘바라기)" (Piano Version) | Duble Sidekick, Jung Eunji, Long Candy | Duble Sidekick, Jung Eunji, Long Candy | Duble Sidekick, Jung Eunji, EASTWEST | 4:16       |
| Tổng thời lượng: | Tổng thời lượng:                             | Tổng thời lượng:                       | Tổng thời lượng:                       | Tổng thời lượng:                     | 22:21      |

## Xếp hạng
| Bảng xếp hạng            | Vị trí cao nhất |
| ------------------------ | --------------- |
| Gaon Weekly album chart  | 3               |
| Gaon Monthly album chart | 8               |
| Gaon Yearly album chart  | 70              |

### Doanh số và chứng nhận
| Nhà cung cấp          | Số lượng |
| --------------------- | -------- |
| Gaon physical sales   | 40.020+  |
| Oricon physical sales |          |

## Lịch sử phát hành
| Quốc gia | Ngày                | Định dạng       | Nhãn đĩa                                 |
| -------- | ------------------- | --------------- | ---------------------------------------- |
| Thế giới | 18 tháng 4 năm 2016 | Tải nhạc số     | Plan A Entertainment, LOEN Entertainment |
| Hàn Quốc | 18 tháng 4 năm 2016 | Tải nhạc số, CD | Plan A Entertainment, LOEN Entertainment |
| Hàn Quốc | 7 tháng 6 năm 2016  | Đĩa than        | Plan A Entertainment, LOEN Entertainment |